# 道の駅やまくに
道の駅やまくに（みちのえき やまくに）は、大分県中津市にある国道212号の道の駅である。

## 施設
- 駐車場
  - 普通車：50台
  - 大型車：7台
  - 身障者用：1台
- トイレ
  - 男：大 3器（2器）、小 7器（5器）
  - 女：7器（5器）
  - 身障者用：1器（1器）

※（）内は、24時間利用可能
- 公衆電話
- 公衆FAX
- レストラン「練練庵」（10:30 - 17:30）
- 売店「物産売店」
- 情報コーナー（練練庵入口、10:00 - 17:30）

## 休館日
- 年中無休

## アクセス
- 国道212号 - 登録路線
  - 大分県道43号玖珠山国線
  - 大分県道646号津民中摩線

## 周辺
- 奥耶馬渓